# Milionia carycina
Milionia carycina är en fjärilsart som beskrevs av Louis Beethoven Prout 1924. Milionia carycina ingår i släktet Milionia och familjen mätare. Inga underarter finns listade i Catalogue of Life.